# Ulrico V de Wurtemberg
Ulrico V llamado "der Vielgeliebte" (el "bienamado", 1413-Leonberg, 1 de septiembre de 1480) fue conde de Wurtemberg, desde 1419 hasta 1480. Era el hijo menor del conde Everardo IV y Enriqueta de Mömpelgard.

## Vida
Después de la temprana muerte de su padre, su madre, junto con los consejos de Wurtemberg, asumieron la tutela de Ulrico y su hermano mayor, Luis I. Luis alcanzó la madurez en 1426 y asumió el gobierno por sí mismo, hasta que su hermano Ulrico en 1433 fue admitido en el gobierno conjunto. Después de algunos años de gobierno común, Ulrico se casó con Margarita de Cléveris y emprendió la división del país. Esto se confirmó el 23 de abril de 1441. Ulrico recibió las partes oriental y norteña, con capital en Stuttgart. Luis la parte occidental y meridional con capital en Urach, así como los territorios en Alsacia. La división que se había limitado originariamente en cuatro años se hizo permanente el 25 de enero de 1442 por el tratado de Nürtingen.
En 1444 Ulrico apoyó a la casa de Habsburgo hasta que el rey Federico III en la Antigua Guerra de Zúrich en la lucha contra la Antigua Confederación Suiza. Junto con sus aliados que eran el margrave Alberto III Aquiles de Brandemburgo, el arzobispo de Maguncia Dietrich Schenk von Erbach así como margrave Jacobo I de Baden formó el núcleo de la alianza Mergentheimer que avanzó más y más contra las ciudades imperiales. Estas tensiones encontraron su culminación en la contienda entre el margrave Alberto y la ciudad imperial de Núremberg en 1449. El principal oponente del conde Ulrico entre las ciudades imperiales era Esslingen que redujo los ingresos del condado de Wurtemberg. Pero Ulrico no tuvo éxito al ganar una ventaja determinante a pesar de obtener múltiples victorias contra Esslingen y otras ciudades imperiales.
En 1450 Ulrico ganó, después de la muerte de su hermano Luis I, la tutela de sus sobrinos, los futuros condes de Wurtemberg-Urach Luis II y Everardo V. Esto pronto llevó a una querella con Federico I, elector palatino, que de la misma manera pretendía la tutela. Luis II ya había muerto en 1457. Los estados de Urach pasaron al conde Everardo V en 1459.
En 1458 Ulrico destruyó el castillo de Widdern. Esto incrementó las tensiones entre él y Federico. Dos bloques de alianzas se habían desarrollado en el Imperio alemán. Ulrico se unió al grupo de Federico III, fue coronado emperador en 1452, y el margrave Alberto Aquiles de Brandemburgo. Sus principales oponentes fueron el hermano del duque imperial Alberto VI de Austria, Federico del Palatinado y el duque Luis IX de Baviera. En 1460 tuvieron lugar los primeros encuentros militares entre los dos grupos. Después de un corto armisticio, Federico III de nuevo proclamaron una guerra imperial contra Baviera al año siguiente. Junto con Alberto Aquiles, Ulrico asumió el liderazgo de las fuerzas imperiales contra Baviera. En la contienda diocesana de Maguncia de 1461 a 1463, que estalló poco después, apoyó al arzobispo Adolfo II de Nassau contra su depuesto predecesor Diether von Isenburg y Federico I del Palatinado. Después de escaramuzas, el 30 de junio de 1462 tuvo lugar una batalla cerca de Seckenheim, y Ulrico y sus aliados fueron derrotados. Fueron tomados cautivos por las fuerzas del Palatinado. Sólo el 27 de abril de 1463 era Ulrico capaz de regresar a Stuttgart después de pagar un rescate.
En 1473 Ulrico y Everardo V llegaron a un acuerdo que regularía el resultado hereditario común y aspiraba a la reunión de ambas partes de Wurtemberg. Ulrico recibió más tarde con Everardo V también apoyo contra su propio hijo, Everardo VI, por el que Everardo V también ganó la tierra de Stuttgart.

## Familia e hijos
Se casó tres veces:
Primero, se casó en Stuttgart el 29 de enero de 1441 con Margarita de Cléveris, hija del duque Adolfo I de Cléveris y María de Borgoña. Tuvieron una hija:
1. Catalina (7 de diciembre de 1441 - 28 de junio de 1497, Würzburg), monja en Laufen.

Segundo, se casó en Stuttgart el 8 de febrero de 1445 con Isabel de Baviera-Landshut, hija de Enrique XVI de Baviera y Margarita de Austria. Tuvieron cinco hijos:
1. Margarita (ca. 1446[2] - 21 de julio de 1479, Worms), monja en el monasterio de Liebenau.
2. El duque Everardo II (1 de febrero de 1447, Waiblingen - 17 de febrero de 1504, castillo de Lindenfels, Odenwald).
3. Enrique (7 de septiembre de 1448 - 15 de abril de 1519), Conde de Montbéliard.
4. Ulrico (ca. 1449 - murió joven).[2]
5. Isabel (23 de diciembre de 1450, Landshut - 6 de abril de 1501), se casó en Münnerstadt 13 de septiembre de 1469 con el conde Federico II de Henneberg.

En tercer lugar, se casó en Stuttgart el 11 de noviembre de 1453 con Margarita de Saboya, hija del duque Amadeo VIII de Saboya y María de Borgoña. Tuvieron tres hijas:
1. Margarita (ca. 1454[2] - 21 de abril de 1470), se casó el 23 de abril de 1469 con el conde Felipe I de Eppstein-Königstein.
2. Filipina (ca. 1456[2] - 4 de junio de 1475, Weert), se casó el 22 de abril/4 de junio de 1470 con el conde Jacobo II de Horn.
3. Elena (ca. 1460[2] - 19 de febrero de 1506), se casó en Waldenburg 26 de febrero de 1476 con el conde Kraft VI de Hohenlohe-Neuenstein.

Tuvo también numerosos hijos ilegítimos.